# Oktyletanoat
Oktyletanoat eller oktylacetat (summaformel C10H20O2 eller CH3COOC8H17) är en ester av oktanol och ättiksyra. Den bildas tillsammans med vatten då dessa två ämnen reagerar. Den finns i apelsin, grapefrukt och andra citrusprodukter.
Oktylacetat kan syntetiseras genom Fischer-förestring av 1-oktanol och ättiksyra:
CH3(CH2)7OH  +  CH3CO2H   →   CH3(CH2)7O2CCH3   +   H2O

## Användning
På grund av dess fruktiga doft används oktylacetat som bas för artificiella smaker och i parfymer. Det är också ett lösningsmedel för nitrocellulosa, vaxer, oljor och vissa hartser.